# Laeviemarginula
Laeviemarginula is een geslacht van weekdieren uit de klasse van de Gastropoda (slakken).

## Soort
- Laeviemarginula kimberi (Cotton, 1930)